# Pseudochirulus cinereus
Pseudochirulus cinereus är en pungdjursart som beskrevs av Tate 1945. Pseudochirulus cinereus ingår i släktet Pseudochirulus och familjen ringsvanspungråttor. IUCN kategoriserar arten globalt som livskraftig. Inga underarter finns listade.
Pungdjuret förekommer i östra delen av Kap Yorkhalvön, Australien. Arten vistas där i olika slags fuktiga skogar.
Arten liknar Herberts pungekorre (Pseudochirulus herbertensis) men är ljusare i pälsfärgen. Ungar av Herberts pungekorre kan ha nästan samma färg. Kännetecknande är en mörk strimma från regionen mellan ögonen över huvudet till främre ryggen på ljusbrun grund. Undersidan är täckt av ljus krämfärgad päls. Svansen är nära bålen mörkare än övre bålen och den har en vit spets. Svansen används som gripverktyg och den är därför naken på nästan hela undersidan. Hanar är med en vikt av 830 till 1450 g lite tyngre än honor som väger 700 till 1200 g.
Djuret vistas i kulliga områden och i bergstrakter mellan 420 och 1200 meter över havet och det föredrar höga regioner. Individerna vilar i trädens håligheter eller ibland på grenar. De äter blad, fikon och kanske andra frukter. Individerna är aktiva på natten. De lever främst ensamma när honan inte är brunstig men i några få fall kan två exemplar dela samma gömställe. Allmänt antas levnadssättet vara lika som hos andra släktmedlemmar.